# Casa de American Football
La Casa de American Football (inglés: American Football House) es una casa en Urbana, Illinois, Estados Unidos, famosa por su aparición en la portada del álbum debut homónimo de 1999 de la banda de midwest emo, American Football . Además de su aparición inicial, el interior de la casa también aparece en la portada del segundo álbum homónimo de la banda, publicado en 2016. Desde entonces, la casa se ha convertido en "una de las locaciones más importantes de la música", atrayendo turistas especialmente de la comunidad emo .

## Historia
Construida en 1893, la Casa de American Football está ubicada en el 704 de la calle West High Street en Urbana, Illinois, cerca del campus de la Universidad de Illinois Urbana-Champaign . Uno de sus primeros residentes fue Charles M. Webber, quien murió mientras vivía en la casa en 1931. Dos de los tataranietos de Webber, Adam y Michael Thies, trabajaron en Polyvinyl Records, el sello discográfico con sede en Champaign vinculado con American Football.
Para la década de 1990, la casa se había convertido en un lugar popular para fiestas universitarias y conciertos de punk . Mientras estudiaba en la universidad a fines de la década de 1990, el fotógrafo y artista de portadas de álbumes Chris Strong vivía en el sótano de la casa con su entonces novia. Ningún miembro de la banda vivió en la casa, pero al ser estudiantes de la misma universidad, eran amigos de Strong y asistían con frecuencia a fiestas en la casa. Cuando American Football reclutó a Strong para diseñar la portada de su álbum debut homónimo de 1999, Strong tomó "unos cuantos miles" de fotografías de la casa. La fotografía utilizada para el álbum American Football (LP1) de 1999 fue una toma nocturna del exterior de la casa, inclinada hacia arriba y apuntando hacia la ventana del segundo piso. Cuando se preguntó por qué la banda eligió esta imagen en particular, el vocalista principal Mike Kinsella dijo: "Simplemente nos gustó la foto".
Después de la disolución de American Football en el año 2000 y de su posterior reunión en 2014, Strong filmó un video musical en 2014 dentro de la casa para Never Meant, la canción que abre el álbum de 1999 de la banda. Una toma interior de la escalera de la casa, también tomada por Strong, apareció en la portada de su segundo disco homónimo, grabado en 2016 tras la reunión de la banda. En 2020, durante la pandemia de COVID-19, American Football realizó un concierto virtual para más de 10,000 espectadores, ambientado en una réplica de la casa construida en Minecraft .
En el otoño de 2022, se puso a la venta la American Football House, y los rumores indicaban que los desarrolladores de viviendas planeaban demoler la casa y construir un condominio en su lugar. El 5 de mayo de 2023, American Football anunció en las redes sociales que habían comprado la casa en conjunto con Polyvinyl Records, Chris Strong, el fotógrafo Atiba Jefferson y Open House Contemporary, con sede en Chicago.
En un comunicado sobre la compra, Polyvinyl escribió: "Además de ser literalmente un hogar para sus muchos inquilinos a lo largo de los años, la Casa de American Football ha llegado a representar un sueño nostálgico de posibilidad y la belleza del comienzo [de la banda]. No podíamos dejar ir ese sueño.”  La casa todavía tenía inquilinos en el momento de la compra, pero el copropietario de Polyvinyl, Matt Lunsford, dijo que hay planes para su futuro.

## Arquitectura
La Casa de American Football es una casa de dos pisos con revestimiento de madera blanca y una ventana prominente en el hastial que da al frente. Chris Strong lo describió como "una casa no terriblemente bien construida". La ex residente Jessie Knoles recordó: "El pasillo a la cocina era muy pequeño y había una puerta que daba a una despensa en el diminuto pasillo, de modo que cuando la despensa estaba abierta, las personas de la sala de estar no podían llegar a la cocina".

## Legado
A medida que American Football acumuló seguidores de culto en los años posteriores a su ruptura en el año 2000, la casa se convirtió en la imagen principal que los fanáticos asociaron con la música. En una entrevista de 2014, Mike Kinsella argumentó que la razón principal por la que la casa ha perdurado como símbolo es que "es prácticamente una de las únicas imágenes afiliadas a la banda". El estatus icónico de la casa se ha comparado con la pieza gráfica de la banana de Andy Warhol en la portada de The Velvet Underground & Nico .
En un artículo de 2016, Vice nombró a la Casa de American Football como "una de las locaciones más importantes de la música", y la describió como una de las atracciones turísticas más famosas de la comunidad emo . A fecha de 2023, la casa está designada como "lugar sagrado" en Google Maps . Además, algunos fanáticos grabaron una "X" en la acera para marcar el lugar exacto donde Strong se paró para tomar la fotografía icónica del álbum de 1999.